# 金栗四三

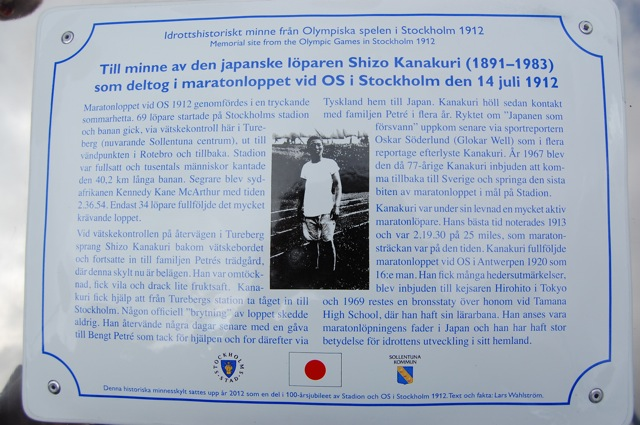
斯德哥尔摩奥运会马拉松比赛所在的索伦蒂纳市中的金栗四三纪念铭牌

金栗四三（日语：／ Kanakuri Shisō，1891年8月20日—1983年11月13日）是日本長跑運動員，也是日本田径领域的早期领导者之一。被称为「日本马拉松之父」。金栗四三曾担任师范学校教师、熊本县第一代教育委员长，并致力于箱根接力赛的举行。同時也是第一位代表日本參加奧運的日本運動員。大阪道頓堀日本橋旁的著名地標固力果跑跑人就是以其形象製作的，金栗四三的故事被改編入日本放送協會於2019年播出的第58部大河劇《韋駄天～東京奧運故事～》。

## 生平
生于熊本縣玉名郡春富村（現和水町），在家中八個孩子中排行第七，並因是父親四十三歲時生下的孩子被取名為「四三」，童年時是個體弱多病的孩子，但在10歲時因上下學的需要每天往返12公里的山路，意外培養起了馬拉松的基礎，1910年毕业于旧制玉名中学并进入东京高等师范学校（现筑波大学）学习。
在1911年11月參加1912年斯德哥尔摩奥运会的索伦蒂纳市马拉松赛，他是當年日本参加奥运会的两名运动员之一，另一人为短跑运动员三岛弥彦。金栗四三在這場马拉松比赛中消失而闻名，此次比赛时气温达到了难以预料的40摄氏度，64名选手中有超过一半中暑（其中葡萄牙籍選手法蘭西斯柯·拉札羅更因熱衰竭於隔日死亡，成為現代奧林匹克比賽首名因賽死亡的運動員；除该选手和金栗四三外另有31人未完赛），高温加上从日本到瑞典的长途跋涉和对当地食物的不适应，使得金栗四三在比赛中途失去了意识，并在一家农户处得到照料，他从农户家中醒来时已经是第二天比赛结束后了，金栗四三隨後在没有通知奧運會的情况下返回了日本。在长达50年的时间里瑞典奧林匹克委員會认为他已失踪，直到他们发现他居住在日本，并且参加了之后奥运会的马拉松比赛。1966年，瑞典电视台联系了金栗四三，为他提供了完成那次比赛的机会，76岁的金栗四三接受了请求，於1967年3月21日跑完後瑞典奧運會宣布金栗四三以54年8个月6天5小时32分20.379秒的时间完成了比赛，这成為奥林匹克竞赛史上最慢的马拉松比赛记录。完成比赛后，金栗四三感想道「真是一条长路，这期间我已经有5个孙子了」。
金栗四三也曾被选拔参加1916年奥运会，但此次比赛由于第一次世界大战而取消。在此之后再参加了1920年安特卫普奥运会，并以2小时48分45.4秒的成绩完成了比赛，排名第16。四年後继续参加了1924年巴黎奥运会，但没有能够完成比赛。
1920年金栗四三组织开展了「东京箱根间往復大学接力跑」比赛（箱根接力赛），从2004年开始，这项比赛以及富士登山接力赛的最高奖以他命名为「金栗四三杯」。
金栗四三晚年居住在家乡熊本县玉名市，并于1983年11月13日以92岁的年龄在此去世。

## 著作

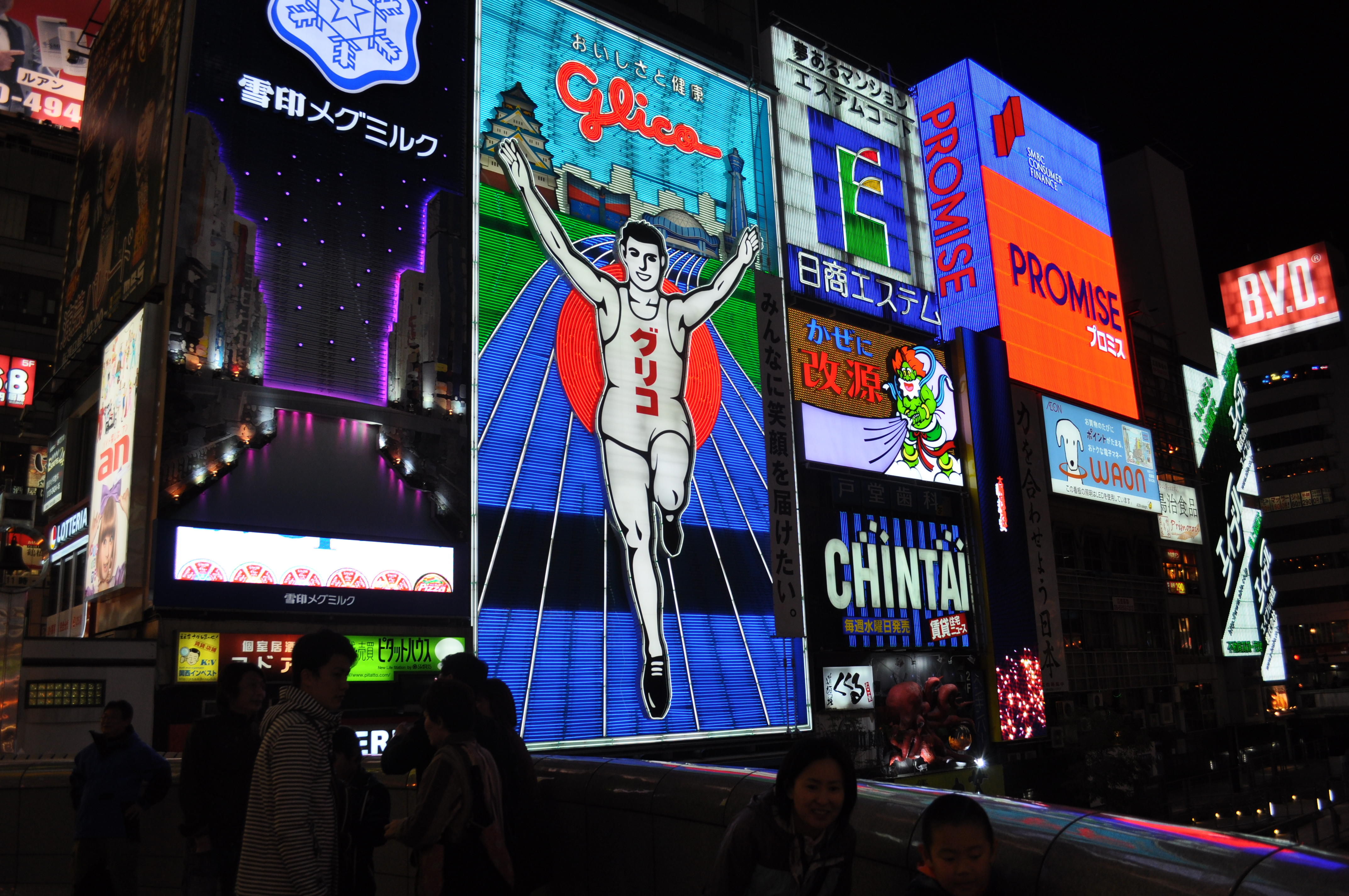
大阪道頓堀日本橋旁的著名地標-第五代固力果跑跑人

- 《跑步》（ランニング）：金栗四三、明石和卫，菊屋出版部，1916年。
- 《小学竞技体育及其指导方法》（小学校に於ける競技と其の指導法）：南光社，1924年。

## 相关书籍
- 《跑步25万公里 马拉松之父 金栗四三传》（走れ25万キロ マラソンの父 金栗四三伝）：豊福一喜、长谷川孝道，讲谈社，1971年。
- 《跑！ 地球25万公里 马拉松之父 金栗四三（纪实系列 闪耀之心）》（走ったぞ! 地球25万キロ マラソンの父・金栗四三（ノンフィクション・シリーズ かがやく心））：浜野卓也（著）、清水耕蔵（绘画），佼成出版社，1987年5月，ISBN 978-4333012749。
- 《箱根接力赛赌下梦想的「消失的奥运跑者」金栗四三创造奇迹》（箱根駅伝に賭けた夢「消えたオリンピック走者」金栗四三がおこした奇跡）：佐山和夫，讲谈社，2011年12月，ISBN 978-4062173896。

## 其他
2019年日本放送協會大河劇《韋駄天～東京奧運故事～》也是以金栗四三作為主角原型人物。由演員中村勘九郎飾演。